# رنه کسن
رِنِه کسن (فرانسوی: René Cassin‎; زاده ۵ اکتبر ۱۸۸۷ در بایون، باسک شمالی – درگذشته ۲۰ فوریهٔ ۱۹۷۶ در پاریس)، وکیل، قاضی، استاد حقوق دانشگاه لیل و دیپلمات اهل فرانسه بود.
وی همچنین برنده جوایزی همچون جایزه صلح نوبل،  و جایزه سازمان ملل متحد در زمینه حقوق بشر شده‌است.
اعلامیه جهانی حقوق بشر، بازتاب مهارت و استادی رنه کسن، برندهٔ جایزهٔ صلح نوبل و مدافع همیشگی حقوق بشر در زمینه‌های حقوقی است. کسن که یکی از پایه‌گذاران یونسکو بوده‌است، از این اعلامیه به عنوان «نور امیدی برای انسان‌ها» یاد می‌کرد.

## فعالیت‌ها و زندگی حرفه‌ای

### جنگ جهانی
وی در بایون، کشور باسک، فرزند تاجر یهودی-فرانسوی متولد شد و در جنگ جهانی اول او به عنوان سرباز خدمت کرد. وی اتحادیه فدرال، سازمانی چپگرا، صلح‌طلب برای جانبازان را تشکیل داد. در طول جنگ جهانی دوم وی در دولت آزاد فرانسه در تبعید در لندن خدمت کرد و بین سالهای ۱۹۴۴ و ۱۹۵۹ عضو شورای ایالت بود.
رنه کاسین با امتناع از آتش‌بس، در ۲۴ ژوئن ۱۹۴۰ بریک کشتی انگلیسی به نام اتریک در سن ژان د لوز سوار شد و برای کمک به ژنرال شارل دوگل در ادامه جنگ علیه آلمان در لندن به او پیوست. او یکی از اولین کسانی بود که به او پیوست.
به عنوان رئیس خدمات حقوقی فرانسه آزاد، و عضو شورای دفاع امپراتوری، که در اکتبر ۱۹۴۰ ایجاد شد، او اساسنامه فرانسه آزاد را نوشت تا دولت قانونی فرانسه را خنثی کند. رنه کسن انگلیسی صحبت نمی‌کرد اما برخی از چهره‌های برجسته دانشگاهی و سیاسی مانند وزیر خارجه آنتونی ایدن را می‌شناخت. 
در نتیجه، رژیم ویشی وی را به اتهام خیانت در دادگاه نظامی پیگیری کرد. دادگاه نظامی با صلاحیت ویژه کلرمونت- فراند، غیاباً او را به اعدام محکوم کرد و ملیت فرانسوی خود او را لغو کرد.در سال ۱۹۴۶ به کمیسیون حقوق بشر سازمان ملل متحد منتقل شد. او مسئول اولین پیش نویس کامل بیانیه جهانی بود. برای این کار او جایزه صلح نوبل را در سال ۱۹۶۸ دریافت کرد. در همان سال، وی جایزه سازمان ملل متحد در زمینه حقوق بشر را نیز دریافت کرد.

### سایر فعالیت‌ها
کسن از سال ۱۹۲۴ تا ۱۹۳۸ میلادی نمایندهٔ فرانسه در جامعهٔ ملل، یعنی سلف سازمان ملل فعلی، بود و از سال ۱۹۳۲ تا ۱۹۳۴ میلادی نیز نمایندگی کشورش در کنفرانس خلع سلاح ژنو را به عهده داشت. او در سال ۱۹۴۶ میلادی نمایندهٔ سازمان ملل و یکی از بنیان‌گذاران یونسکو شد. کسن معاون اولین کمیسیون حقوق بشر سازمان ملل متحد بود و بعداً نیز مقام ریاست آن را کسب کرد.
او از سال ۱۹۶۰ تا ۱۹۷۰ میلادی در دادگاه قانون اساسی، که در مورد تطبیق قوانین کشور با قانون اساسی تصمیم‌گیری می‌کند، به انجام وظیفه مشغول بود. به علاوه، عضویت و ریاست اعضای دیوان دائمی داوری و اتحاد جهانی آلیانس را نیز به عهده داشت، و در آخر نیز رئیس دادگاه حقوق بشر اروپا در استراسبورگ، واقع در فرانسه بود.
کسن در سال ۱۹۶۸ میلادی برندهٔ جایزهٔ صلح نوبل شد. وی به همین مناسبت اظهار داشت: «زمان آن فرارسیده که اعلام شود، استقرار صلح و شرافت انسانی، در نتیجهٔ تلاش و مبارزهٔ هر یک از ما تا جای ممکن، حاصل می‌شود .»
کسن در سال ۱۹۷۶ میلادی در پاریس درگذشت و در گورستان مون‌پارناس به خاک سپرده شد.

## جایزه رنه کسن
در سال ۲۰۰۳ میلادی، دولت باسک جایزهٔ رنه کسن را، با هدف حمایت و پاداش به افراد یا تشکل‌هایی که برای ارتقاء یا دفاع از حقوق بشر تلاش می‌کنند؛ ایجاد کرد. این جایزه در تاریخ ۱۰ دسامبر هر سال، هم‌زمان با روز جهانی حقوق بشر؛ داده می‌شود.

## زندگی‌نامه
- Jay Winter, "Rene Cassin and the Alliance Israelite Universelle," Modern Judaism, 32,1 (2012), 1–21. (انگلیسی)